# Лицедеи
«Лицеде́и» — театр клоунады в Санкт-Петербурге. Начал работу в 1968 году, современное название получил в 1978 году. От него пошёл жанр театральной клоунады, созданный на стыке пантомимы, клоунады, эстрады и трагифарса. Актёры театра приобрели популярность благодаря участию в юмористических и развлекательных телевизионных программах, фильмах, видеоклипах, во многом познакомив советских и российских зрителей с искусством пантомимы. Основатель — актёр и режиссёр Вячеслав Полунин. Художественный руководитель — Виктор Соловьёв.
С 2009 года театр располагается в здании бизнес-центра «Толстой сквер» в Театрально-развлекательном комплексе «Лицедеи» на улице Льва Толстого в Санкт-Петербурге. Здание построено по проекту АБ «Студия-17» под руководством С. В. Гайковича.

## История

### Начало работы
Театр «Лицедеи» начал свою работу в 1968 году, когда в студии пантомимы Рудольфа Славского встретились молодые актёры-мимы Вячеслав Полунин, Александр Скворцов, Николай Терентьев и Александр Макеев. В том же году во Дворце культуры имени Ленсовета состоялась премьера спектакля режиссёра Эдуарда Розинского «Двадцать одна новелла о смешном и серьёзном» с их участием. После этого труппа выступала с гастролями на фестивалях художественной самодеятельности в разных городах СССР.
Вячеслав Полунин впоследствии вспоминал о своих первых театральных экспериментах:
То, чем занимались, мы называли экспрессивным идиотизмом, по-научному — эксцентрической пантомимой. Продуктивность у нас была огромная, мы делали номер за номером.
В 1978 году коллектив получил название «Лицедеи», которое, по словам Полунина, пришло к нему в голову во время армейской службы в Риге. Тогда же он обдумывал концепцию формировавшегося театра и сочинял сценарии пантомим на основе своих армейских наблюдений. После демобилизации Полунина из армии театр стал работать на профессиональной основе, в него пришли новые актёры: Феликс Агаджанян, Галина Андреева, Анна Орлова.
В 1979 году в театре «Эксперимент» под руководством Виктора Харитонова состоялась премьера спектакля «Лицедеи». Вскоре театр переехал в Ленинградский дворец молодёжи, где публике представили спектакли «Малая Олимпиада» и «Фантазёры». На конкурсе артистов эстрады театр получает премию из рук Аркадия Райкина. Творческой основой «Лицедеев» в эти годы был актёрский дуэт Вячеслава Полунина и Александра Скворцова.
В 1980 году театр покинул Александр Скворцов, тогда же «Лицедеи» объявили набор в собственную студию при Ленинградском дворце молодёжи. На следующий год для новогодней передачи «Голубой огонёк» Вячеслав Полунин придумал образ клоуна Асисяя, который стал его визитной карточкой на долгие годы.

### Классический состав
В 1982 году вышел двухчасовой спектакль «Чурдаки». Тогда же Полунин организовал всесоюзный фестиваль пантомимы «Мим-парад-82», на который собралось 800 человек со всей России. После фестиваля труппа «Лицедеев» пополнилась новыми актёрами: Анваром Либабовым, Виктором Соловьёвым, Антоном Адасинским, Георгием Делиевым, Валерием Кефтом, Галиной Войцеховской, Ольгой Кочневой, Еленой Ушаковой. Один из мимов, Сергей Шашелев, был глухонемым от рождения, для общения с ним вся труппа овладела языком жестов.
В 1983 году состоялась премьера пантомимы «Blue Canary», ставшей одним из самых известных номеров «Лицедеев». Одноимённая песня американского композитора Винсента Фьорино стала неофициальным гимном театра. К труппе присоединились создатель номера Роберт Городецкий и Леонид Лейкин, на тот момент работавший в театре осветителем. Так сформировался классический состав «Лицедеев», существовавший с 1985 по 1991 год. Часть спектаклей были рассчитаны не только на театральную сцену, но и на уличные представления.
В 1985 году театр выступил со спектаклем «Асисяй-ревю» на Всемирном фестивале молодёжи и студентов в Москве. В 1986 «Лицедеи» приняли участие в съёмках первого советского музыкального видеофильма «Как стать звездой», где вместе с бит-квартетом «Секрет» исполнили песню «Поутру, надев трусы, не забудьте про часы». В 1988 году состоялись международные гастроли театра, включавшие в себя двухмесячный тур по Америке.

### Фестиваль «Караван мира»

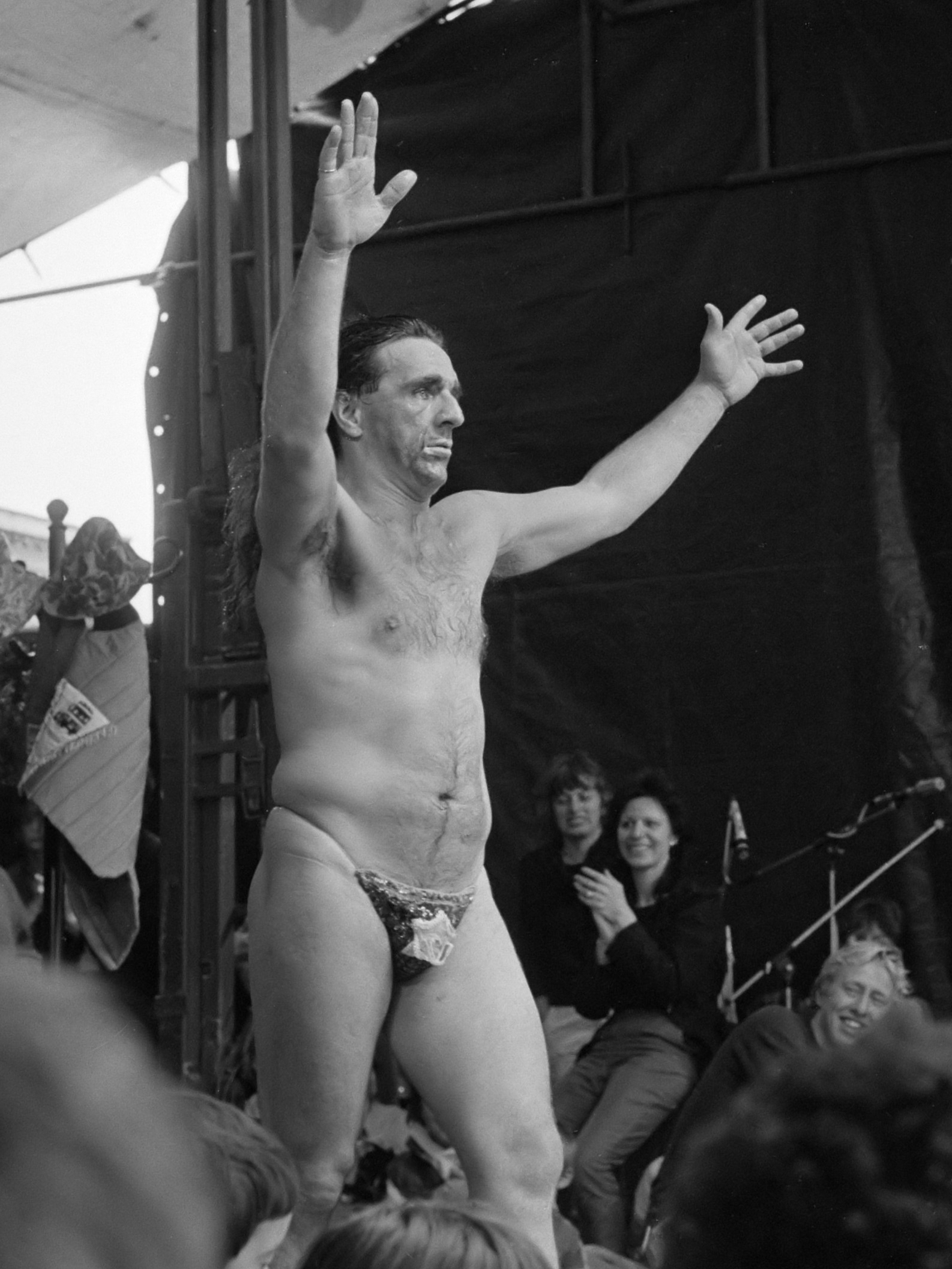
Американский клоун Джанго Эдвардс, участник фестиваля «Караван мира»

В 1989 году на фестивале уличных театров в Польше встретились Вячеслав Полунин, нидерландский продюсер Хан Баккер и английский режиссёр Джон Килби, они решили организовать общеевропейский фестиваль уличных театров. Финансировать инициативу взялся Союз театральных деятелей СССР под руководством Олега Ефремова. Фестиваль получил название «Караван мира».
В Москву и Ленинград по приглашению Полунина приехали испанский цирк «Периллос», интернациональный театр «Футсбарн» с инсценировкой «Мастера и Маргариты» Михаила Булгакова, нидерландский театр танца «Шусаку и Дорму», чехословацкий театр «Дивадло на провазку» с постановкой «Мещанской свадьбы» Бертольта Брехта, политический «Театр Восьмого Дня» (Польша-Италия) со спектаклем «Вознесение» памяти Осипа Мандельштама, французский театр «Компани дю Азар», итальянский «Нуклео», театр «УФА-Фабрик» из Западного Берлина, американский клоун Джанго Эдвардс. Старт «Каравана мира» прошёл в Москве, после чего артисты отправились в Ленинград, а затем проехали с выступлениями по Европе на автодомах, специально привезённых для фестиваля из Югославии. Европейское турне «Каравана мира» совпало по времени со знаковыми событиями истории Восточной Европы: падением Берлинской стены и «бархатной революцией» в Чехословакии.

### 1990-е годы
В 1990 году, во время распада СССР, Вячеслав Полунин уехал жить и работать в Великобританию, потом — во Францию, продолжая регулярно приезжать в Россию. Театр «Лицедеи» в его прежнем виде распался: Антон Адасинский стал руководителем театра DEREVO, Сергей Шашелев вошёл в состав труппы канадского Cirque du Soleil, Николай Терентьев отошёл от труппы. Роберт Городецкий, Леонид Лейкин, Виктор Соловьёв, Анна Орлова, Анвар Либабов и Валерий Кефт продолжили работать в Санкт-Петербурге под прежним названием.
С 1991 года художественным руководителем театра был Роберт Городецкий, затем его ненадолго сменил Анвар Либабов. С 1992 по 1998 годы эту должность занимал Леонид Лейкин. Одним из известнейших проектов «Лицедеев» этого периода стала серия юмористических короткометражных телефильмов «Железные бабки».
В 1997 году при театре открылась школа мимов «Лицедей-лицей», занимающаяся подготовкой артистов в жанре клоунады и пантомимы. Набор в школу происходит раз в три года, студенты изучают пластику, сценическое движение, акробатику. Одними из первых студентами лицея становятся Ольга Елисеева, Юлия Сергеева, Александр Гусаров, Марина Махаева, Елена Садкова и Касьян Рывкин — будущие основатели клоунского театра Семьянюки, выпустившие свой дипломный спектакль с одноимённым названием, который получил большую популярность в России и за рубежом, неоднократно представлявший РФ на конкурсах.

## Современность
До 2009 года «Лицедеи» занимали небольшое помещение на улице Чайковского. В 2009 году коллектив арендовал театр на улице Льва Толстого в ТРК «Толстой сквер». Новая площадка стала крупнейшим театром клоунады в Европе. К открытию нового зрительного зала был приурочен фестиваль «Лицедеи-open», который проходил с 1 по 20 декабря. В нём приняли участие Юрий Гальцев, Максим Леонидов, Геннадий Хазанов, Семён Альтов, Вячеслав Бутусов, Олег Митяев, Геннадий Ветров, группа «АукцЫон».
В 2013 году между театром и собственником здания на улице Льва Толстого произошёл конфликт. Коллектив «Лицедеев» потребовал передачи помещений театра в их собственность, после чего администрация бизнес-центра закрыла основанный Леонидом Лейкиным ресторан-кабаре «Лейкин-клуб» и отключила лифты, из-за чего у зрителей с ограниченной подвижностью возникли затруднения при посещении спектаклей. Артисты обратились за помощью к ФСБ, губернатору Санкт-Петербурга Георгию Полтавченко и вице-губернатору Василию Кичеджи. В 2014 году Арбитражный суд Санкт-Петербурга вынес решение об аренде помещений «Лицедеев», и коллектив продолжил арендовать помещения театра.
«Лицедеи» активно сотрудничают с благотворительными организациями, проводят праздники и спектакли для выпускников детских домов, пациентов НИИ онкологии, Института детской гематологии и других медицинских учреждений, дают благотворительные концерты.

## Достижения и награды
За свою историю «Лицедеи» становились лауреатом премии Ленинского комсомола, фестиваля «Золотой Остап», театральных фестивалей в разных странах мира. Театр многократно бывал с гастролями по всей России, в США, Колумбии, Бразилии, Гонконге, Китае, Вьетнаме, Германии, Франции, Испании, Великобритании, Нидерландах, Дании, Австрии, Японии, Новой Зеландии, Кубе, Швейцарии, Чехии, Польше, Болгарии, Финляндии, Израиле, Канаде и Люксембурге.

## Руководители театра

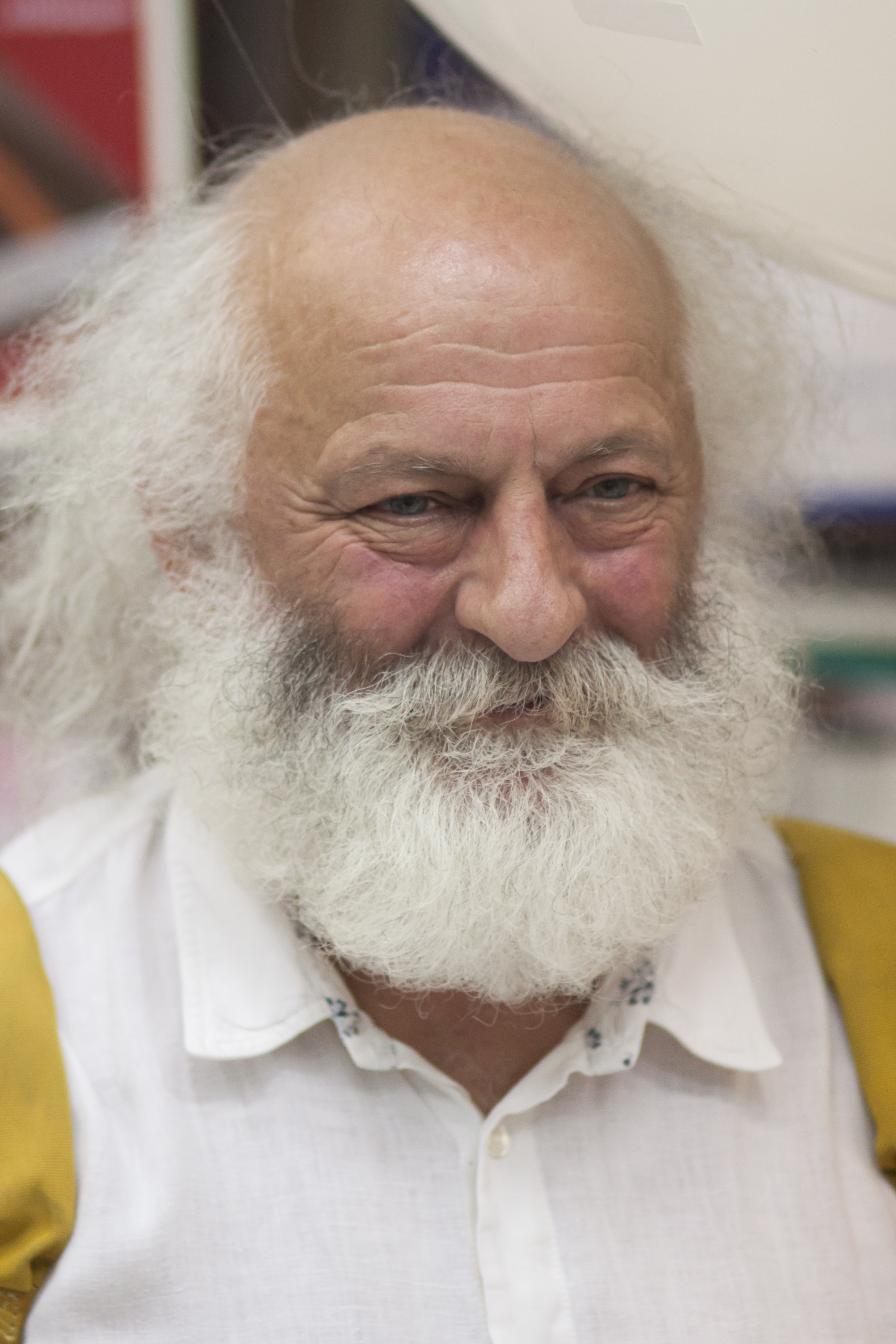
Основатель театра «Лицедеи» Вячеслав Полунин, 2012

- 1978—1990 — Вячеслав Полунин
- 1990—1991 — Роберт Городецкий
- 1991—1992 — Анвар Либабов
- 1992—1998 — Леонид Лейкин
- с 2000 года — Виктор Соловьёв

## Спектакли
- Летите и Пилите
- Ая-яй ревю
- Катастрофа
- Космическое шоу
- Лодка
- Дембельский альбом
- Детская покатушка
- Доктор Пирогофф
- Новогодняя ночь
- Old School
- Сильвия@Love
- Сказки под подушкой
- Звёздная покатуха
- Женское счастье
- Новогодние вечера
- Новогодняя покатушка
- Вечер любви с Лицедеями[24]

## Труппа
- Леонид Лейкин
- Виктор Соловьёв
- Анвар Либабов
- Роберт Городецкий
- Юрий Музыченко
- Анна Музыченко
- Полина Бондарь
- Александр Гусаров
- Снежана Прудько
- Наталья Шалаева[25]